# Dixeia piscicollis
Dixeia piscicollis is een vlindersoort uit de familie van de Pieridae (witjes), onderfamilie Pierinae.
Dixeia piscicollis werd in 1972 beschreven door Pinhey.